# Sancho I av Portugal
Sancho I av Portugal, född 1154 i Coimbra, död 1211, var kung av Portugal åren 1185 till 1211.
Han var son till kung Alfonso I och Maud av Savojen, och besteg tronen 1185.